# Philippe Millet
Philippe Millet, född 1880, död 1923, var en fransk publicist. Han var son till René Millet.
Millet var korrespondent i London för Le Temps och därefter utrikesredaktör i Le Petit Parisien samt utgivare av veckotidskriften L'Europe nouvelle. Särskilt gjorde han sig bemärkt som ivrare för intimt politiskt och ekonomiskt samgående med Storbritannien. År 1911 tilldelades han Prix Bordin av Franska akademien för arbetet La crise anglaise (1910).